# Les Plus Beaux Villages de Russie
 Les Plus Beaux Villages de Russie (en russe : Самые красивые деревни России) est une association privée, sous le nom de l'Association des plus beaux villages (en russe : Ассоциация самых красивых деревень, abréviation: ASKDR), créée en août 2014 et qui s'inspire de l'association Les Plus Beaux Villages de France. Cette association est également associée à Les Plus Beaux Villages de la Terre. Elle est aussi connu depuis 2018 sous le nom de l'Association des plus beaux villages et villes de Russie.
De nombreuses localités russes cherchent à adhérer à l'association, grâce au potentiel touristique important une fois le statut obtenu. Les localités sont évaluées en fonction de l'esthétique, de l'urbanisme, de l'architecture, de l'histoire, de l'environnement et du tourisme. Chaque localité est décerné un nombre de points, et l'association donne alors une note pouvant aller jusqu'à 3 étoiles. Tous les 5 ans, la localité est réévaluée par l'association.
Le premier village membre de l'association fut Viatskoïé (ru), dans l'oblast de Iaroslavl. La première ville admise fut quant-à-elle Totma, dans l'oblast de Vologda, en août 2018, et l'association décerne ainsi un titre pour les plus belles villes de Russie. L'ASKDR possède son siège à Viatskoïé depuis 2020. Au début de l'été 2021, l'association avait reçu environ 2000 demandes d'inscriptions (sur les + de 150 000 localités russes), a inspecté 650 localités pour en admettre 23. Entre 2021 et 2022, l'ASKDR a travaillé avec Rostourisme, l'agence fédérale du tourisme dissoute en octobre 2022.

## Liste des villages membres
| Image externe |  |
|               |  |

| Image externe |  |
|               |  |

| Image externe |  |
|               |  |

| Image externe |  |
|               |  |

| Image externe |  |
|               |  |

| Image externe |  |
|               |  |

## Galerie

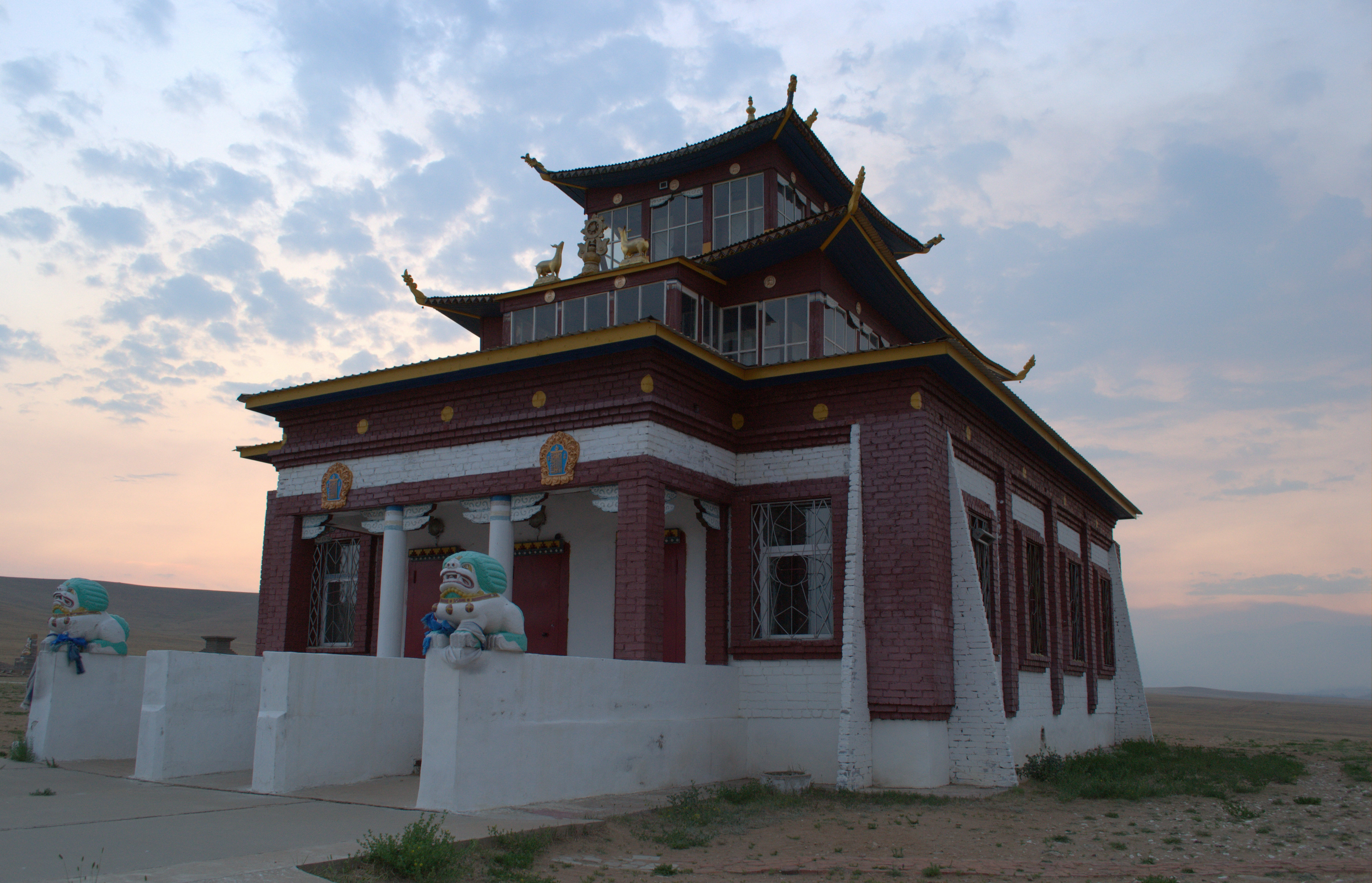
Naryn-Atsagat.
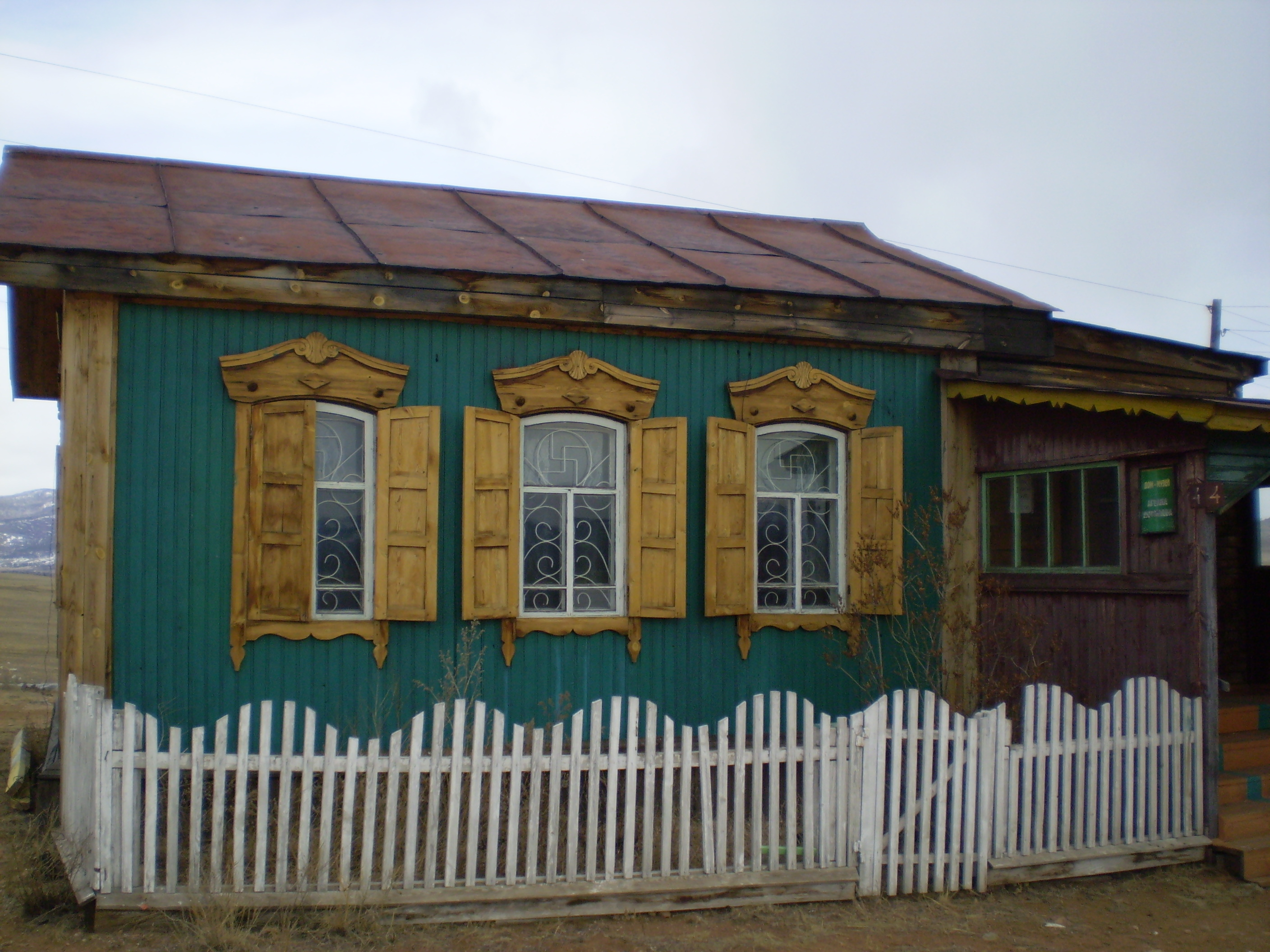
Muséum d'Agvan.
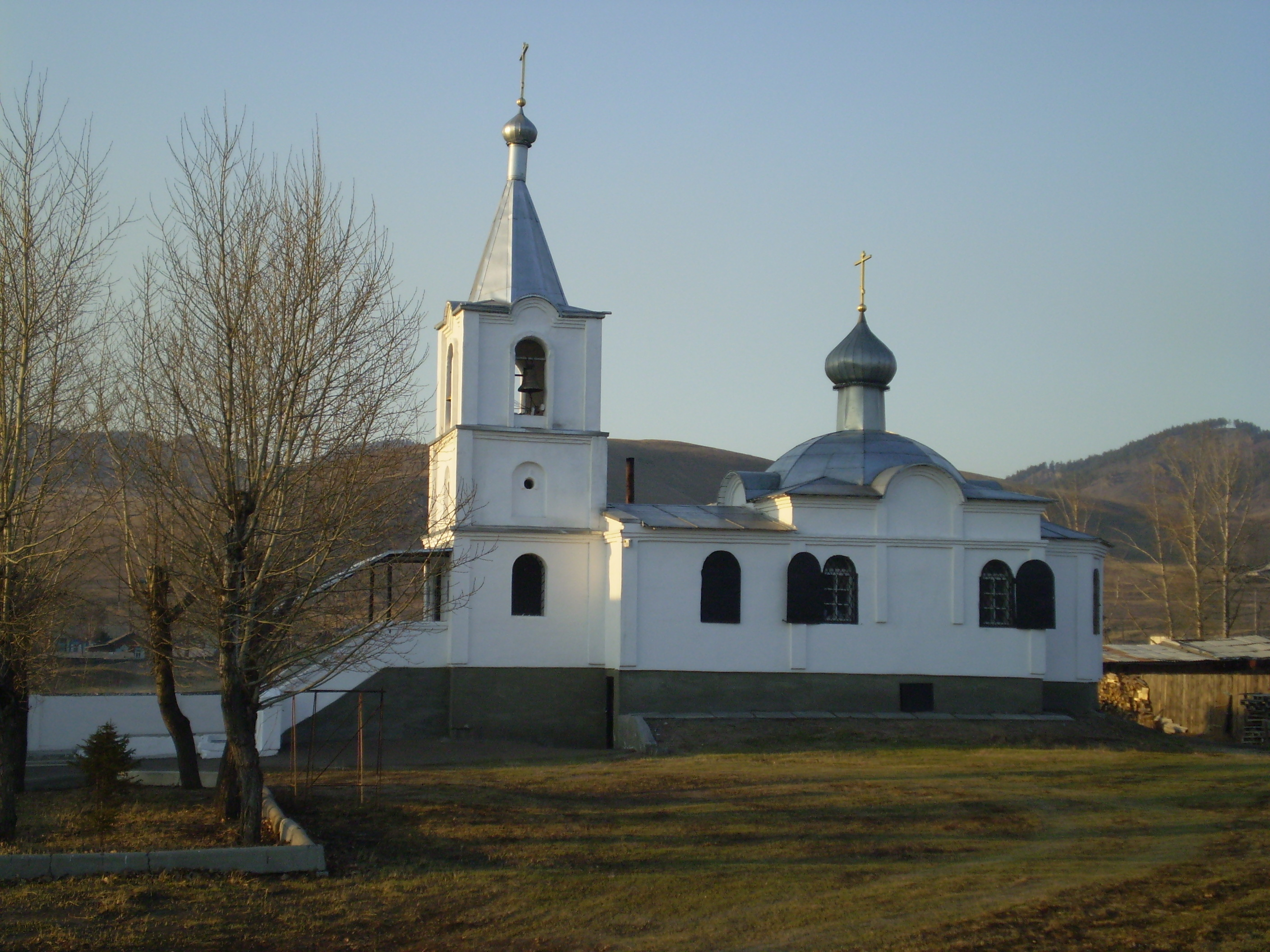
Tarbagataï.
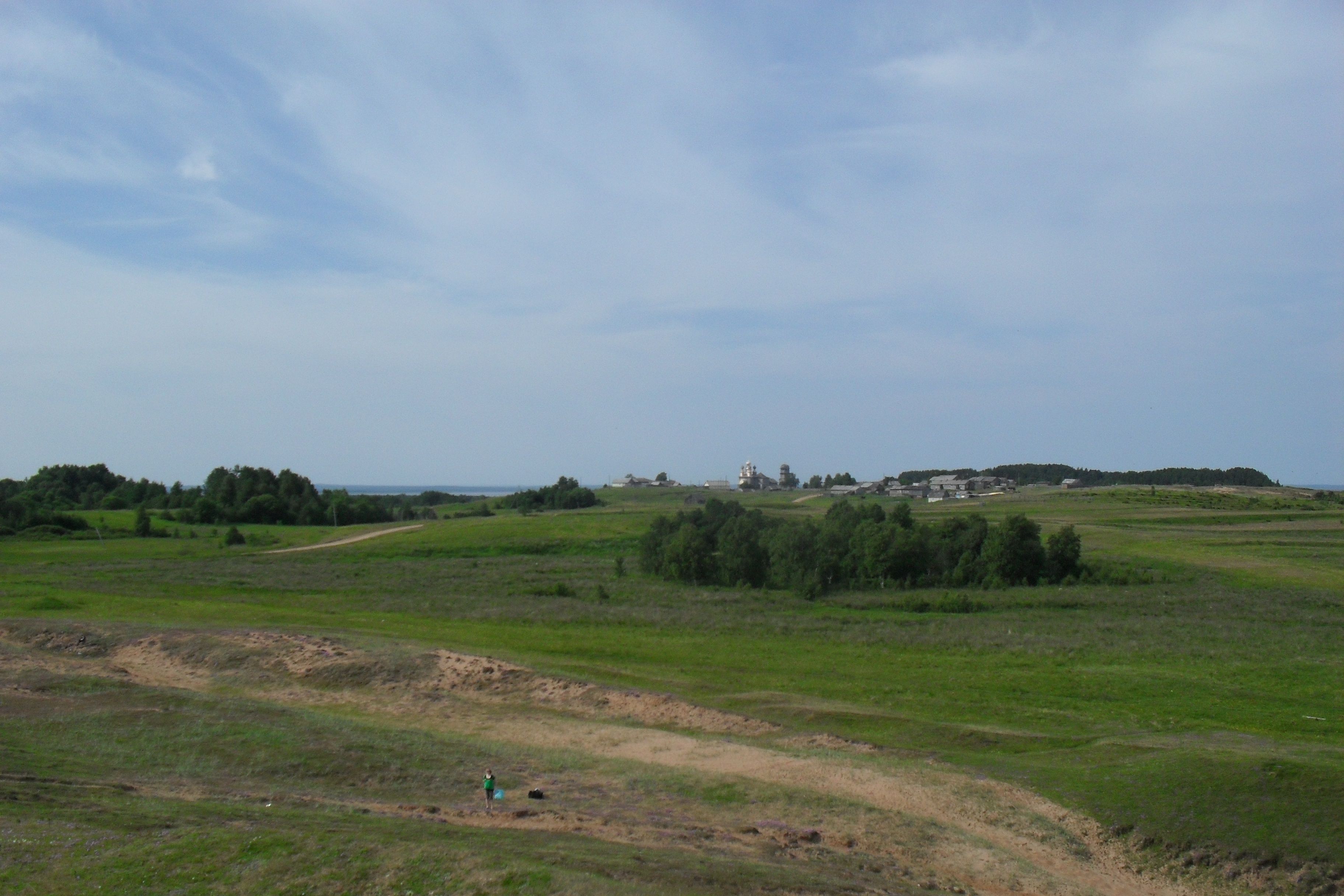
Vorzogory.
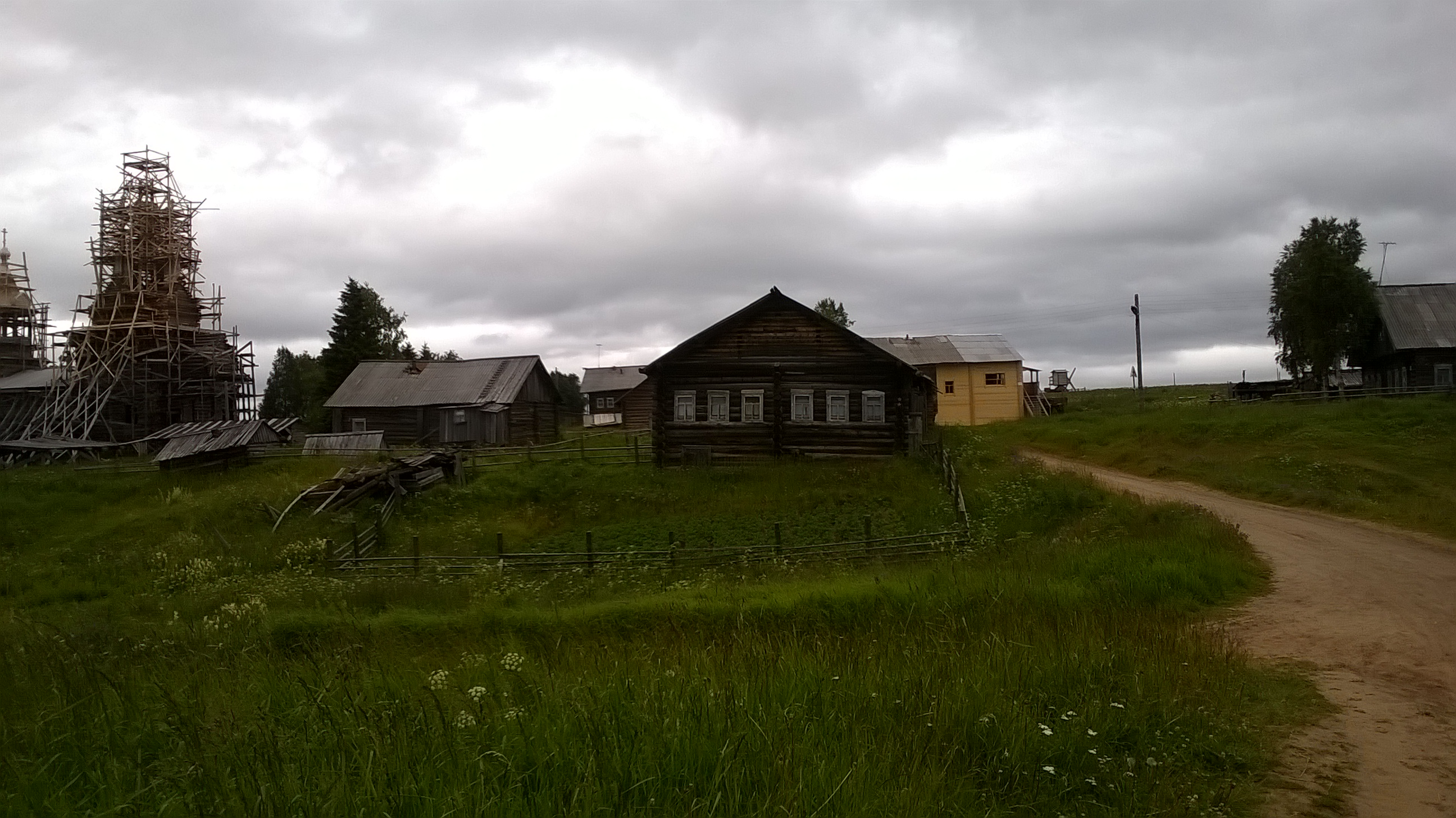
Kimja.
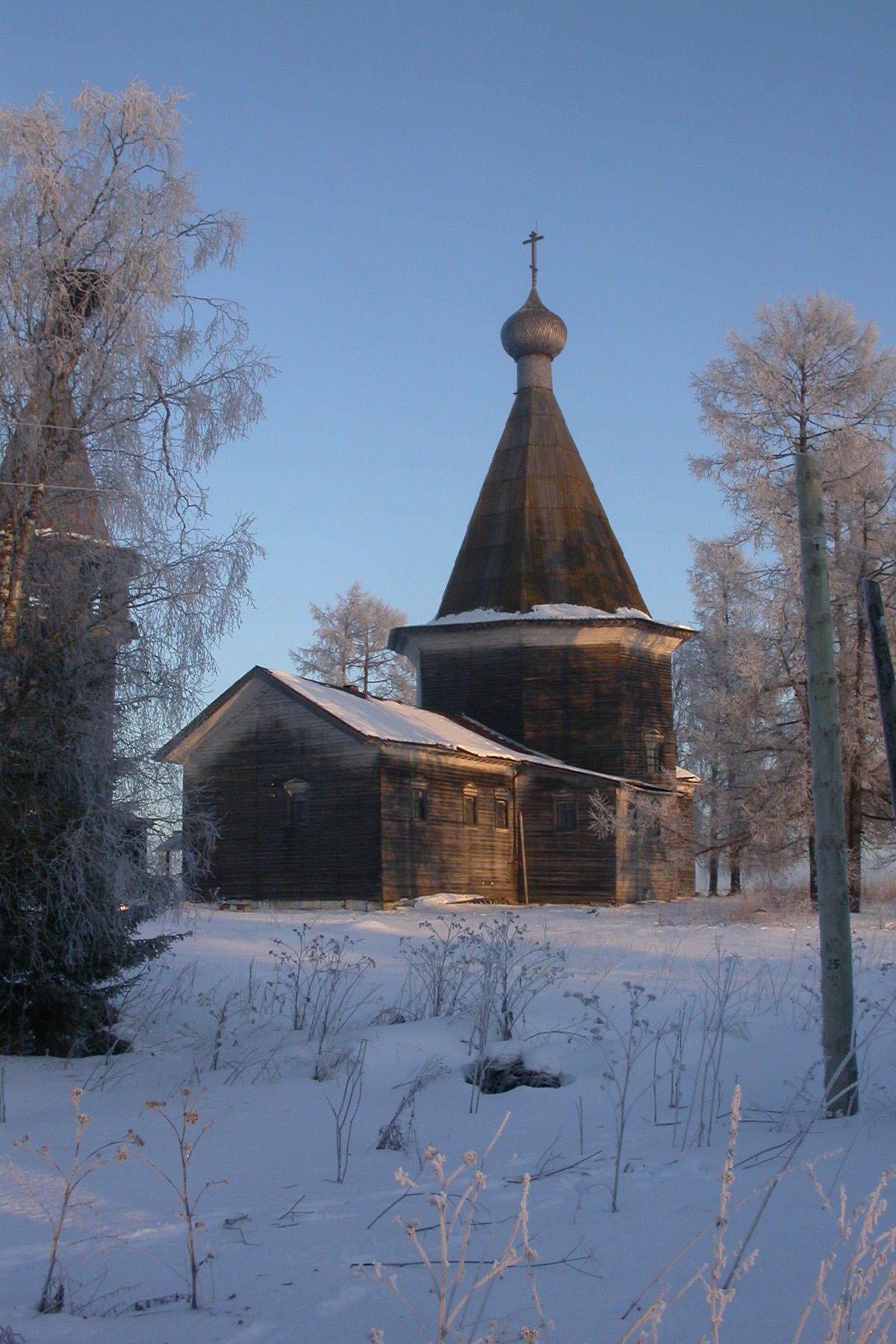
église de l'Épiphanie à Pogost (Ochevenski).
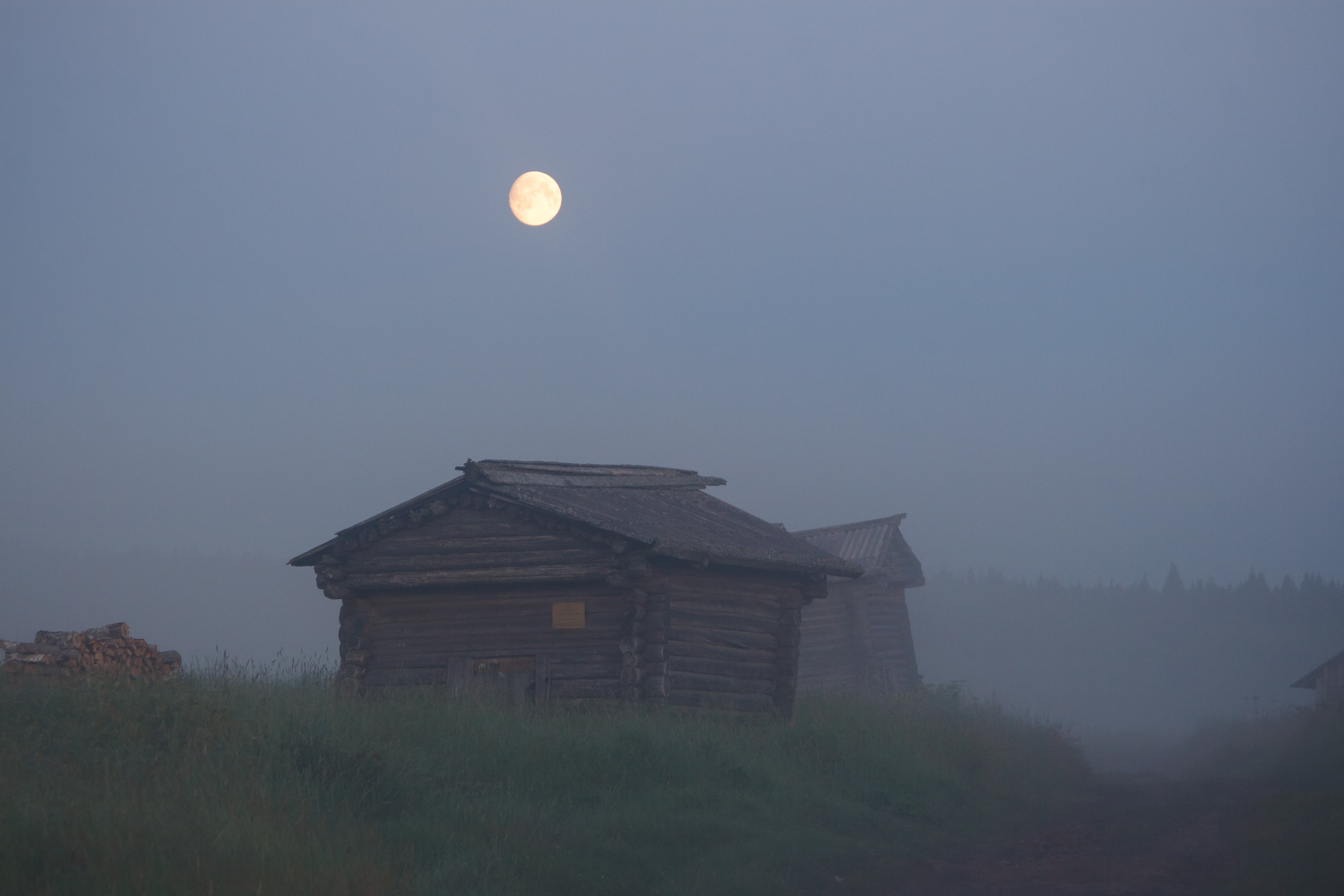
Une isba à Kimja. Juillet 2016.